# Фумихико Сори
Фумихико Сори (на японски: 曽利文彦) е японски филмов режисьор и продуцент.
През 2003 г. е номиниран за Най-добър режисьор на Японските филмови награди за филма „Пинг понг“.

## Филмография

### Режисьор
- 2008 Ичи
- 2007 Vexille
- 2002 Пинг Понг

### Продуцент
- 2004 Appleseed

### Визуални ефекти
- 2000 Keizoku
- 1999 Himitsu
- 1998 Andromedia

### Награди
- Японски филмови награди 2002: Най-добър режисьор
- Филмов конкурс Мианичи 2002: Технически постижения
- Кинофестивал в Йокохама 2002: Най-добър нов режисьор